# Монастырь-Дережичский
Монастырь-Дережичский (укр. Монастир-Дережицький) — село в Дрогобычской городской общине Дрогобычского района Львовской области Украины.
Население по переписи 2001 года составляло 248 человек. Занимает площадь 5,8 км². Почтовый индекс — 82119. Телефонный код — 3244.